# Salinas (kommun i Mexiko, San Luis Potosí)
Salinas är en kommun i Mexiko.   Den ligger i delstaten San Luis Potosí, i den centrala delen av landet, 400 km nordväst om huvudstaden Mexico City.
Följande samhällen finns i Salinas:
- Salinas de Hidalgo
- Las Colonias
- Salitrillo
- Noria de Cañas
- El Potro
- Vicente Guerrero
- La Mantenedora
- Bajío de los Encinos
- El Cuervo
- Estación Peñón Blanco
- El Tecolote
- Cuéllar
- Guadalupito